# Девід Гаррік
Девід Ґаррік (англ. David Garrick; 19 лютого 1717, Герефорд, Херефордшир — 20 січня 1779, Лондон) — англійський актор, драматург, директор театру Друрі-Лейн.
Нащадок гугенотів (його дід Девід Ґаррік втік з Франції після скасування Нантського едикту. Навчався в Лічфілдській граматичній школі у Семюела Джонсона, в 1737 році разом з наставником переїхав до Лондона. Дебютував на сцені в 1741 році, виконавши головну роль в «Річарді III» Шекспіра. 1747 року став директором королівського театру Друрі-Лейн і займав цей пост протягом 30 років.